# Сомов, Николай Михайлович
Николай Михайлович Сомов (11 августа 1867, Москва, Российская империя — 22 июля 1951, там же, СССР) — русский и советский библиограф и книговед.

## Биография
Родился 11 августа 1867 года в Москве. В 1886 году поступил в Виленский педагогический институт, который он окончил в 1891 году. В 1899 году был принят на работу в Библиотеку Румянцевского музеума и проработал вплоть до 1921 года. В 1921 году был принят на работу в Институт журналистики, где он заведовал библиотекой и преподавал библиографию вплоть до 1924 года. В 1924 году был принят на работу в Институт имени В. И. Ленина при ЦК РКП(б) и работал вплоть до 1927 года.
Скончался 22 июля 1951 года в Москве.

## Научные работы
Основные научные работы посвящены библиографии и книговедению. Автор ряда научных работ.

## Членство в обществах
- 1913-51 — Член Русского библиографического общества.